# اب کبک
اب کبک، روستایی از توابع بخش رستاق شهرستان داراب در استان فارس ایران است.

## جمعیت
این روستا در دهستان کوهستان قرار دارد و براساس سرشماری مرکز آمار ایران در سال ۱۳۸۵، جمعیت آن ۱۹ نفر (۶خانوار) بوده‌است.